# Comuna Beresteciko, Demîdivka
Beresteciko (în ucraineană Берестечко) este o comună în raionul Demîdivka, regiunea Rivne, Ucraina, formată din satele Beresteciko (reședința), Bilce, Maleve și Pașeva.

## Demografie
Componența lingvistică a comunei Beresteciko
     Ucraineană (99,46%)
     Alte limbi (0,54%)
Conform recensământului din 2001, majoritatea populației comunei Beresteciko era vorbitoare de ucraineană (99,46%), existând în minoritate și vorbitori de alte limbi.